# Patrick Schulmann
Pour les articles homonymes, voir Schulmann.
Patrick Schulmann, né le 2 janvier 1949 à Paris 20e, et mort le 19 mars 2002 au Chesnay dans les Yvelines,  est un réalisateur, scénariste, compositeur de la musique originale, directeur de la photographie, acteur, reporter français.

## Biographie

### Enfance et jeunesse
Abandonné par son père alors qu'il n'a que 3 ans, il est élevé dans le 19e arrondissement de Paris par sa mère et sa tante, toutes deux rescapées du camp d'Auschwitz-Birkenau. Il est renvoyé de six collèges et lycées mais parvient tout de même à obtenir son baccalauréat.
Il commence par écrire des poèmes et des chansons dont il veut proposer les textes à Serge Reggiani, mais, reçu par son directeur artistique Jacques Bedos, ce dernier lui suggère de devenir l'interprète de ses textes : c'est ainsi qu'il chantera, au tout début des années 1970, Côté du cœur et Une petite fille qui s'ennuie.
Il est aussi acteur dans le long métrage La Foire aux cancres (1963) réalisé par Louis Daquin.

### Metteur en scène
Patrick Schulmann met en scène Axel et Zoé s'aiment d'amour tendre en 1971, puis Et la tendresse ? Bordel ! avec Jean-Luc Bideau et Bernard Giraudeau. Après trois échecs, il trouve le succès avec P.R.O.F.S (1985) avec Patrick Bruel et Fabrice Luchini. Après avoir tourné Les Oreilles entre les dents (1987), il devient reporter à la télévision pour l'émission Envoyé spécial sur France 2. Il revient au cinéma en 1998 avec Comme une bête (1998).

### Famille
Patrick Schulmann est le père du scénariste, réalisateur et documentariste Tristan Schulmann.

### Accident
Le 19 mars 2002, Patrick Schulmann est victime d'un accident de voiture vers 16 h 20 sur la RD 11 dans les Yvelines. Il meurt à l'hôpital Mignot au Chesnay peu après 19 heures. Incinéré, ses cendres se trouvent dans sa propriété de Neauphle-le-Vieux.

## Filmographie
| Année | Titre                               | En tant que | En tant que | En tant que | En tant que | Note                            |
| Année | Titre                               | Réalisateur | Scénariste  | Compositeur | Acteur      | Note                            |
| ----- | ----------------------------------- | ----------- | ----------- | ----------- | ----------- | ------------------------------- |
| 1963  | La Foire aux cancres                |             |             |             | ✔️          |                                 |
| 1971  | Axel et Zoé s'aiment d'amour tendre | ✔️          | ✔️          |             |             | court métrage                   |
| 1976  | L'Intrus                            | ✔️          | ✔️          | ✔️          |             | court métrage                   |
| 1979  | Et la tendresse ? Bordel !          | ✔️          | ✔️          | ✔️          | ✔️          | Scénario et dialogue            |
| 1980  | Rendez-moi ma peau…                 | ✔️          | ✔️          | ✔️          | ✔️          | Acteur non crédité              |
| 1983  | Zig Zag Story                       | ✔️          | ✔️          | ✔️          | ✔️          | Ou Et la tendresse ? Bordel ! 2 |
| 1984  | Aldo et Junior                      | ✔️          | ✔️          | ✔️          |             |                                 |
| 1985  | P.R.O.F.S                           | ✔️          | ✔️          | ✔️          | ✔️          |                                 |
| 1987  | Les Oreilles entre les dents        | ✔️          | ✔️          | ✔️          |             |                                 |
| 1998  | Comme une bête                      | ✔️          | ✔️          | ✔️          |             | Scénario original               |